# Aletris obovata
Aletris obovata là một loài thực vật có hoa trong họ Nartheciaceae. Loài này được Nash mô tả khoa học đầu tiên năm 1903.